# Meta Rogall

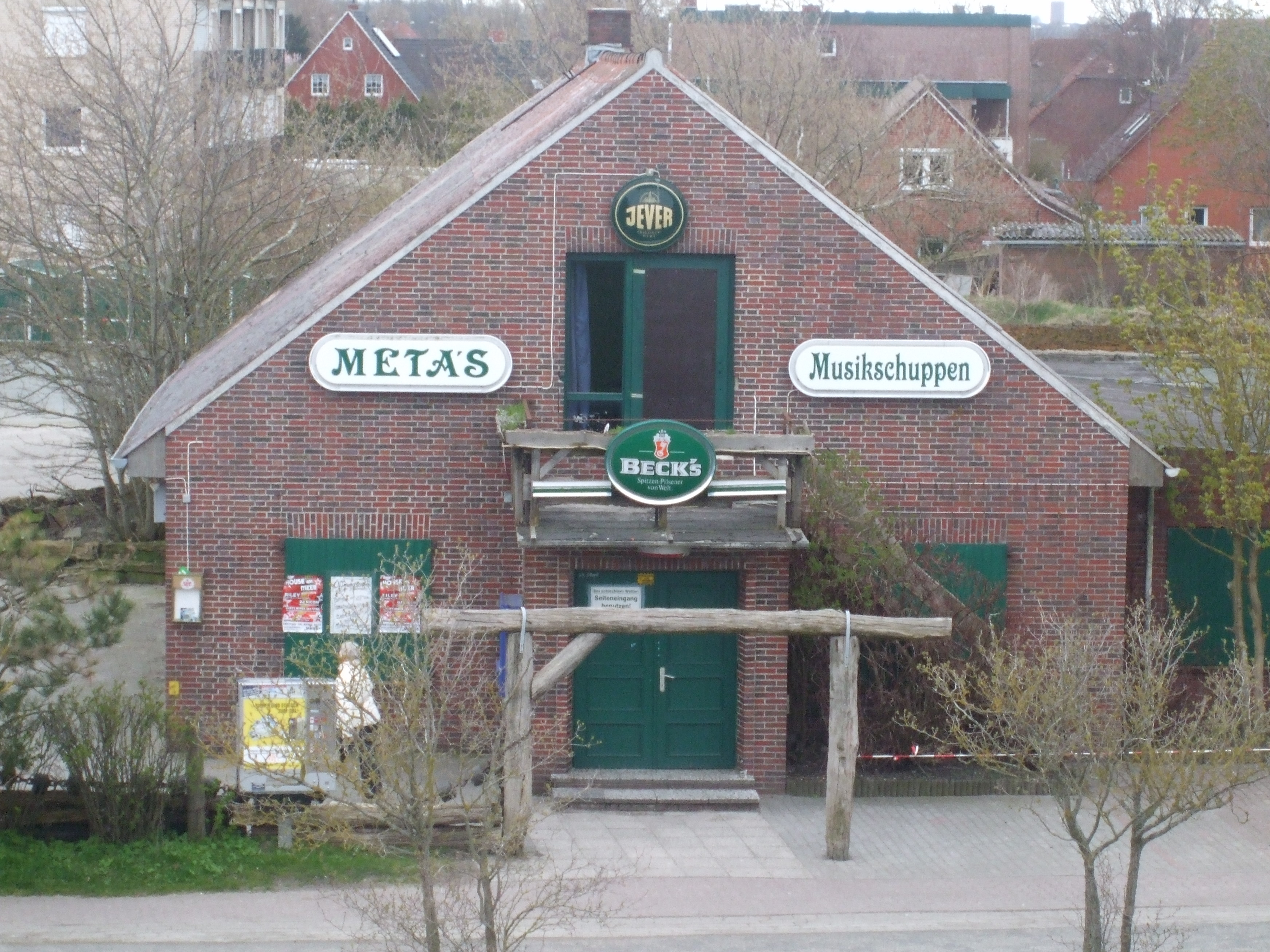
Metas Musikschuppen im Jahr 2010

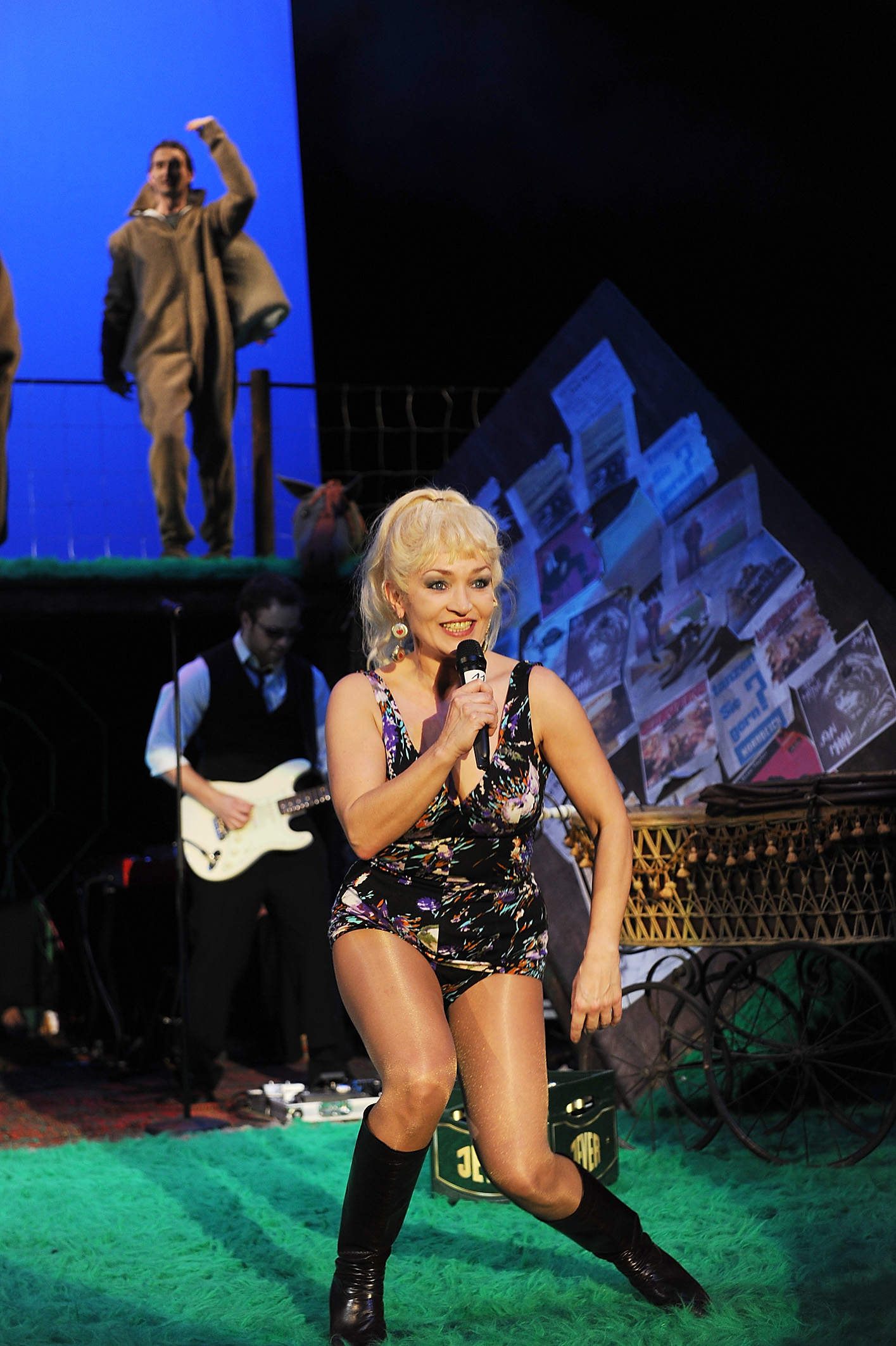
Angelika Bartsch in der Rolle der Meta Rogall im Musical Meta, Norddeich der Landesbühne Niedersachsen Nord

Meta Rogall, geb. Otten (* 20. April 1935 in Norddeich; † September 1994) war eine Gastwirtin und Pionierin der Jugendkultur aus Norddeich, einem Stadtteil  der Stadt Norden in Ostfriesland. In ihrer Heimat wird sie als „Mutter Courage der ostfriesischen Rockgeschichte“ verehrt. Sie war Betreiberin und Wirtin der Gaststätte Haus Waterkant, deren Name sich auf ihre Lage unmittelbar am Deichfuß der Nordsee bezog. Dem Volksmund jedoch war die Kneipe fast ausschließlich unter dem Namen Meta bekannt.

## Leben
Rogall war eine friesische Fischerstochter und wuchs in ärmlichen Verhältnissen auf. Nachdem sie zunächst als Kontoristin in Dortmund gearbeitet hatte, kehrte sie bald mit ihrem dort kennengelernten Lebenspartner nach Hause zurück und übernahm 1961 dort die von den Eltern gegründete einfache Kneipe. Nachdem ein Auftritt der Auricher Band The Black Shadows für eine zu dieser Zeit ungewöhnliche Begeisterung und Zugabenrufe sorgte, wuchs in Meta der Wunsch, nach dem Vorbild des Star-Club in Hamburg den besten Laden mit der besten Musik zwischen Amsterdam und Hamburg zu gründen. Dieser blieb eigentlich bis zu ihrem Ableben ein Provisorium. Jedoch mit ostfriesischer Beharrlichkeit, Tatkraft, dem Gefühl für Trends und viel Improvisationsvermögen gelang es ihr, diese Rumsbude zu einem Musikschuppen zu machen. Sie leistete Pionierarbeit, indem sie ab 1964 viele, meist mäßig bekannte deutsche, niederländische und britische Bands – zumeist aus dem Rockgenre – live ins damals äußerst beschauliche Ostfriesland verpflichtete. Darunter befanden sich Birth Control, die Scorpions und Jane. In späteren Jahren war Otto Waalkes für kurze Zeit DJ im Haus Waterkant. Um die Musiker anzulocken und zu halten, beherbergte sie diese vor Ort. Zu diesem Zweck beschaffte sie dem Südafrikaner Howard Carpendale, der damals als Rockmusiker und unter anderem als Kingsize-Elvis-Imitator auftrat, nicht nur eine Aufenthaltserlaubnis für Deutschland – in ihrer Kneipe hatte er 1966 auch seinen Karrierestart. Infolge des damals einzigartigen Angebotes im Umkreis wurde ihr Lokal insbesondere bei Jugendlichen weithin bekannt, so dass sich sein Einzugsgebiet bald auf den gesamten nordwestdeutschen Raum erstreckte. Komm, wir geh’n zu Meta entwickelte sich zu einem geflügelten Wort. Noch heute existiert das Lokal als Diskothek.
Rogall selbst bestach durch ihr exotisches Auftreten – bis zuletzt möglichst im knappen Minirock und lange in Begleitung eines Papageis, der in der Disko herbe Flüche von sich gab. Getränke wurden im alten Kinderwagen serviert, und wenn die Leute nicht „spurten“, gab es was mit der Wechselgeldbörse. Damit war sie bei der Jugend sehr angesagt, erntete aber bei anderen eher Kopfschütteln. So bekam sie Schwierigkeiten mit der Norder Obrigkeit, die schließlich anlässlich eines Fundes von 50 Gramm Haschisch in ihrem Lokal selbiges schließen konnte. Nach drei Monaten Unterbrechung und einer Demonstration vor dem Norder Rathaus konnte sie jedoch wieder eröffnen. Schließlich erkrankte Meta an einem Krebsleiden, dem sie im September 1994 erlag.
Erst nachdem die damalige Jugend in verantwortliche Positionen aufgestiegen war, wurde Meta Rogall für ihre kulturelle Pionierarbeit eine gewisse gesellschaftliche Anerkennung seitens der Stadtoberen zuteil. Heute wird sie als Kultperson gehandelt und häufig als Mutter Courage der ostfriesischen Rockgeschichte bezeichnet. Mitte der 1970er Jahre widmete der plattdeutsche Liedermacher Hannes Flesner Meta Rogall auf seiner LP Johann Iken, mußt äben kieken den Song Bi Meta in Norddiek (Bei Meta in Norddeich). Im Jahre 2000 verlegte der Soltau Kurier Norden ein ihr gewidmetes Buch. Im Jahre 2007 veröffentlichte die Rockband Jane eine CD mit dem Titel Live at METAz. Erst posthum im Jahre 2009 erschien im Medienzentrum Norden eine DVD mit einer umfangreichen Dokumentation ihres Lebens.
Seit dem Jahre 2010 wird Rogalls Wirken durch ein Rockmusical mit dem Titel Meta, Norddeich gewürdigt. Für die bis dato erfolgreichste Produktion der Landesbühne Niedersachsen Nord mit Angelika Bartsch in der Hauptrolle als Meta waren schon vor der Premiere am 23. Januar alle 31 geplanten Aufführungen in den ostfriesischen Städten nahezu ausverkauft, so dass zum Ende der Spielzeit 2009/2010 über 15.000 Zuschauer das Musical gesehen hatten. Auch die weiteren geplanten Aufführungen der nächsten Spielzeit waren zu diesem Zeitpunkt schon ausverkauft.